# Anton Levien Constandse

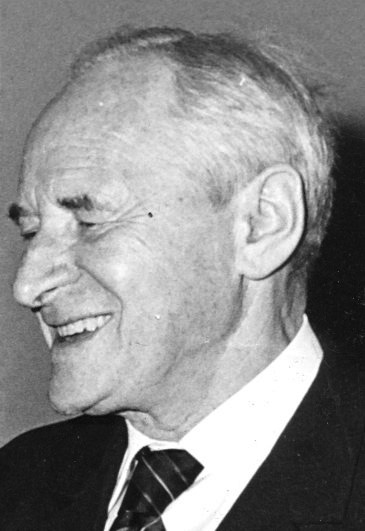
Anton Constandse

Anton Levien Constandse (* 13. September 1899 in Brouwershaven; † 23. März 1985 in Den Haag) war ein niederländischer Autor, Redakteur, Zeitschriften-Herausgeber, Freidenker und Anarchist.

## Leben
Anton L. Constandse war der Sohn von Adrianus Constandse und Janje van Dijk. Während des Ersten Weltkrieges wurde A. L. Constandse, beeinflusst durch die Werke von Friedrich Nietzsche und Henrik Ibsen, Atheist und Anarchist. Mit zwei Schulfreunden gab er 1917 eine progressive, literarische Zeitschrift heraus, Minerva, die 1918 den Titel veränderte in Psyche. Als Redakteur war er ein Jahr später bei der Zeitschrift Eb en Vloed („Ebbe und Flut“) tätig. 1918 kam er in Kontakt mit der Sociaal-Anarchistische Jeugd Organisatie („Sozial-anarchistische Jugendorganisation“; SAJO). Dieser Organisation gehörten unter anderem auch Johan de Haas und Pieter Adrianus Kooijman an. Innerhalb der SAJO gab es diverse Meinungsverschiedenheiten zwischen den sozialistisch und den individualistisch orientierten Anarchisten, wobei Constandse den Individualanarchisten nahestand. Von 1922 bis 1926 gab er die anarchistische Monatsschrift Alarm, anarchistisch Maandblad und von 1926 bis 1928 die Zeitschrift Opstand, Revolutionair Maandblad („Aufstand. Revolutionäre Monatszeitschrift“) heraus.
Constandse war lange Zeit davon überzeugt, dass es möglich sei, eine anarchistische Gesellschaft zu realisieren. Er tendierte später vom Anarchismus zum Freidenkertum, was er 1938 in seinem Buch Grondslagen van het Anarchisme („Grundlagen des Anarchismus“) deutlich machte. Im spanischen Bürgerkrieg (1936–1939) sah er die letzte Chance für eine anarchistische Bewegung und Gesellschaft. Seit den 1960er Jahren sah er den Anarchismus nicht mehr als eine politische Bewegung an, sondern (nur noch) als eine „sinnvolle Lebenshaltung, die einen wertvollen Beitrag zur Kultur leisten kann“.
Mit den Erfolgen des Nationalsozialismus konfrontiert, beschäftigte er sich mit der Psychoanalyse, insbesondere mit Wilhelm Reichs Werk Massenpsychologie des Faschismus. Über die Arbeiterklasse als revolutionäre Kraft machte er sich danach keine Illusionen mehr. Den „Massenmenschen“ sah er als Produkt „sexueller Frustration, auf der Suche nach einem strengen Vater, wodurch der Erfolg des Faschismus möglich wurde“ (Zitat nach Jan Wiegers; IISG). Mit 109 anderen wurde Constandse am 7. Oktober 1940 in Den Haag von den Nationalsozialisten festgenommen und in das Konzentrationslager Buchenwald, später nach Vught gebracht, wo er zusammen mit anderen Inhaftierten am 17. September 1944 freigelassen wurde. Nach dem Zweiten Weltkrieg arbeitete er u. a. für die liberale Zeitung Algemeen Handelsblad. Obwohl er entschiedener Gegner des Staatskommunismus war, ließ er sich während des „Kalten Kriegs“ nicht von der „freien Welt“ vereinnahmen, denn er hielt die USA für die größte Bedrohung für den Weltfrieden und die Freiheitsbewegungen in der Dritten Welt.
1964 ging er in den Ruhestand, schrieb jedoch weiter, unter anderem für De Groene Amsterdammer (1965–1975); Vrij Nederland (1968–1976). Von 1973 bis 1983 war er Redakteur der anarchistischen Zeitschrift De As.
Er schrieb unter den Pseudonymen A. Elsee; G. Hamer; Pol de Beer und anderen etwa 40 Bücher, mehr als 500 Radioaussendungen, und rund 5000 Artikel.
Sein Grab befindet sich auf dem niederländischen Friedhof Oud Eik en Duinen in Den Haag.

## Der Hispanist
Constandse wurde 1951 an der Universität Amsterdam bei Jonas Andries van Praag promoviert mit der Arbeit Le baroque espagnol et Calderón de La Barca (Amsterdam 1951). Er war von 1968 bis 1976 Lektor (Dozent) für Spanisch an der Universität Amsterdam.

## Werke
- Sexualiteit en Levensleer. De sexuele en politieke psychologie van Dr. W. Reich, 1938.
- Achter de schermen van de diplomatie. Over de achtergronden van de Tweede Wereldoorlog en zijn gevolgen. 1959 (Neue Ausgabe 1976). ISBN 9029005637.
- 120 Jaar Vrijdenkers Beweging. De vrije Gedachte, Oktober 1976.
- Het soevereine ik: Het individualisme van Lao-tse tot Friedrich Nietzsche. Meulenhoff, Amsterdam 1983. ISBN 90-290-1791-0.
- De paus in Nederland. Een ongewenste Gast („Der Papst in den Niederlanden. Ein unerwünschter Gast“). De vrije Gedachte, Rotterdam 1985. ISBN 90-940011-4-4.